# Maruša
Maruša je vedlejší vrchol Velké Deštné, nejvyššího vrcholu Orlických hor. Leží 3 km východo-jihovýchodně od Deštného a necelý 1 km jižně od Velké Deštné. Vrchol se dříve nazýval Marušin kámen.

## Přístup
Na Marušu nevede žádná turistická značka. Nejlépe přístupná je od rozcestí Luisino údolí po zeleně značené cestě na Velkou Deštnou. Z ní po 1200 metrech odbočuje doprava neznačená cesta, která po 2 km prudce zatáčí doleva. V tomto místě z ní doprava odbočuje průsek, kterým je to ke geodetickému bodu asi 250 metrů.
Nejvyšší bod je na 4 m vysoké skále, asi 50 m severozápadně od geodetického bodu.